# مائورو چریونی
مائورو چریونی (ایتالیایی: Mauro Cerioni؛ زادهٔ ۳ اوت ۱۹۴۸) بازیکن بسکتبال اهل ایتالیا بود. وی در بازی‌های المپیک تابستانی ۱۹۷۲ شرکت کرده‌است.